# Bitch Alert
Bitch Alert es una banda de rock de Finlandia. Ha lanzado cuatro álbumes en su país natal, siendo ..rriot! su debut en el Reino Unido, en mayo de 2004. La banda está compuesta por tres integrantes: Heine, vocalista y guitarrista; Kimmo en el bajo y Maritta en la batería. Su estilo es Grunge.
En diciembre de 2007 la banda entró en un receso, sin planificar un regreso.

## Integrantes
- Heine - voz y guitarra
- Kimmo - bajo
- Maritta - batería y segunda voz

## Discografía
Álbumes
- Pay For Orgasm (2001)
- ..rriot! (2002)
- Kill Your Darlings (2004)
- I Can Feel Your Bones (2006)

EPs
- Song For Your Wedding (2002)
- Sunsets For You (2003)
- He's so Cute (7" Alemania 2003)
- Monday (7" Reino Unido 2004)
- At the Cinema (2004)
- Video Killed The Radio Star (2005)

Sencillos
- Monday (2001)
- Loveson (2001)
- Sandy (2001)
- Latenight Lullaby (2004)
- All Wrong (2006)
- Skeleton (2006)

Compilaciones
- Pink Bunnies Get Hit By Big Trucks (2008)